# La famiglia Addams 2 (film 2021)
La famiglia Addams 2 (The Addams Family 2) è un film d'animazione del 2021 diretto da Greg Tiernan e Conrad Vernon.
La pellicola è il sequel del film La famiglia Addams (2019).

## Trama
A una fiera della scienza, Mercoledì Addams presenterà il suo esperimento, in cui intende trasferire il DNA del suo calamaro domestico su suo zio Fester per mostrare come gli esseri umani possono essere migliorati; la giuria rifiuta però di classificare vincente il suo lavoro, e decide di premiare tutti gli studenti della fiera. Tornata a casa, Mercoledì si isola. Preoccupato che i suoi figli si stiano allontanando da lui e Morticia, Gomez decide di portarli in vacanza con la famiglia in giro per gli Stati Uniti. Prima che la famiglia parta, Gomez e Morticia vengono avvicinati da un avvocato di nome Mustela, che afferma inutilmente che Mercoledì è stata scambiata alla nascita e potrebbe non essere effettivamente un'Addams. Sulla strada, la famiglia Addams è inseguita da Mustela e dal suo scagnozzo Pongo.
La famiglia è inizialmente decisa ad andare a Salem, nel Massachusetts, ma Fester finisce per fare una deviazione alle Cascate del Niagara. La famiglia si ferma poi a Sleepy Hollow nello stato di New York, dove Gomez e Morticia tirano fuori il discorso su Mustela e le sue affermazioni su Mercoledì, quindi Fester menziona una storia di quando ha visitato Mercoledì il giorno in cui è nata e ha destreggiato i bambini nella sala parto. Questo non fa che peggiorare i timori di Gomez e Morticia che loro figlia sia stata scambiata dalla nascita, cosa che Mercoledì sente. Gomez porta poi tutti a Miami per entrare in contatto con il cugino Itt, nella speranza che possa aiutare con il loro attuale dilemma. Itt si unisce a loro nel viaggio mentre attraversano San Antonio e lascia presto la famiglia al Grand Canyon. Nel frattempo, Mercoledì intrappola Mustela da sola e scopre che l'avvocato sta lavorando per Cyrus e si contatta con lui. Cyrus suggerisce a Mercoledì di essere il suo vero padre e la invita a casa sua a Sausalito, in California. Prima di partire Mercoledì esegue un test del DNA usando i capelli di Gomez, con risultati negativi, quindi lascia la famiglia mentre dorme, ma Lurch la raggiunge e si unisce a lei. Il resto degli Addams scopre dove si sta dirigendo e tutti vanno anche loro in California.
Mercoledì giunge a casa di Cyrus, il quale mostra una formula che ha sviluppato per creare ibridi uomo-animale, simile all'esperimento di Mercoledì. Quando il resto della famiglia Addams si presenta, Mercoledì dice di restare con Cyrus. Dopo che Pugsley scopre che la figlia e la moglie di Cyrus sono dei veri animali, Cyrus rivela che stava usando Mercoledì, poiché la formula della ragazzina è migliore della sua, e cattura la famiglia per testare l'esperimento su di loro, ma Mercoledì si rifiuta di testare sugli Addams. Cyrus cerca di convincere il suo servitore Pongo a seguirla, ma viene rivelato che Lurch e Pongo si conoscevano prima e decidono di liberare gli Addams. Nella colluttazione che segue con Cyrus, quest'ultimo entra in contatto con la sua formula durante la colluttazione e diventa un grande mostro ibrido capra/pollo/maiale che cerca di uccidere la famiglia, ma Fester muta in un mostro calamaro e, dopo uno scontro tra i due, Cyrus cade da un dirupo, mentre Fester torna normale usando la collana di Mercoledì che gli ha dato sua madre al Gran Canyon e che conteneva del sangue della sua famiglia.
Mercoledì si riunisce così con la sua famiglia e tutti tornano a casa, insieme a Ophelia, la "figlia" di Cyrus, che si innamora di Pugsley. Pur conscia che Cyrus ha falsificato i risultati del suo test del DNA, Mercoledì chiede a Gomez perché il suo test aveva indicato che non era imparentata con lui; il padre rivela che i suoi capelli sono un parrucchino, e promette poi alla famiglia che la prossima volta li porterà in un viaggio attraverso il mondo.

## Personaggi

### La famiglia Addams
- Morticia Addams, interpretata da Charlize Theron, doppiata in italiano da Virginia Raffaele.[3]
- Gomez Addams, interpretato da Oscar Isaac, doppiato in italiano da Pino Insegno.[3]
- Mercoledì Addams, interpretata da Chloë Grace Moretz, doppiata in italiano da Eleonora Gaggero.[3]
- Pugsley Addams, interpretato da Javon Walton, doppiato in italiano da Luciano Spinelli.[3]
- Zio Fester, interpretato da Nick Kroll, doppiato in italiano da Gabriele Sabatini.[3]
- Nonna, interpretata da Bette Midler, doppiata in italiano da Loredana Bertè.[3]
- Lurch, interpretato da Conrad Vernon e da Dominic Lewis (canto), non doppiato in italiano.[3]
- Cugino Itt, interpretato da Snoop Dogg, non doppiato in italiano.[3]
- Mano.
Mano priva del corpo. È una sorta di "cucciolo" domestico che svolge un'infinità di mansioni aiutando la famiglia e correndo di qua e di là per la Casa. Indossa una sorta di "orologio" con un occhio al posto del quadrante al polso.
- Spirito della Casa, interpretato da Conrad Vernon.

### Altri personaggi
- Cyrus Strange, interpretato da Bill Hader, doppiato in italiano da Andrea Lavagnino.[3]
- Mr. Mustela, interpretato da Wallace Shawn, doppiato in italiano da Mino Caprio.[3]
- Big Bad Ronny, interpretato da Brian Sommer.[3]
- Pongo Strange, interpretato da Ted Evans.[3]
- Ophelia Strange, interpretata da Cherami Leigh.[3]

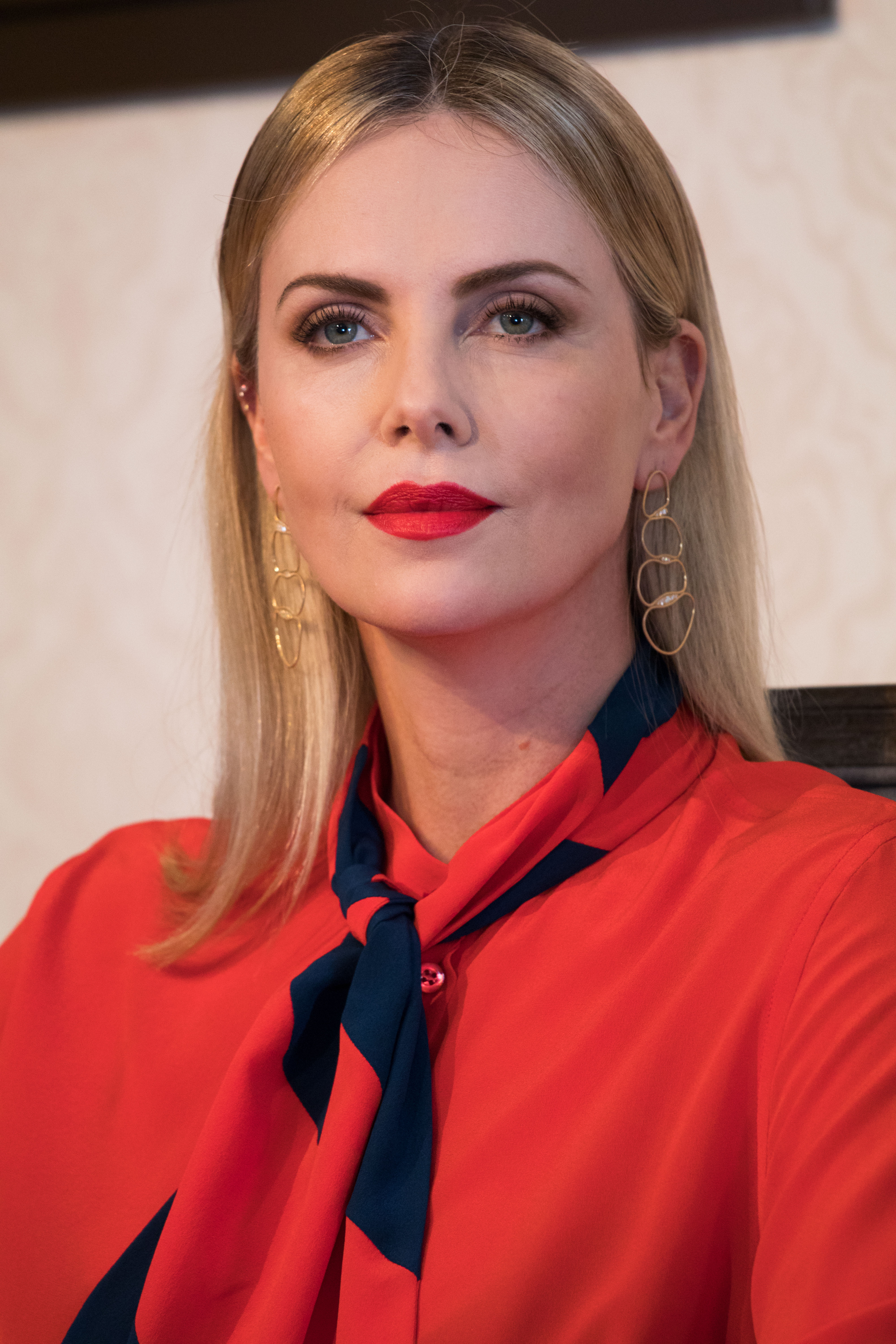
Charlize Theron, interprete di Morticia Addams
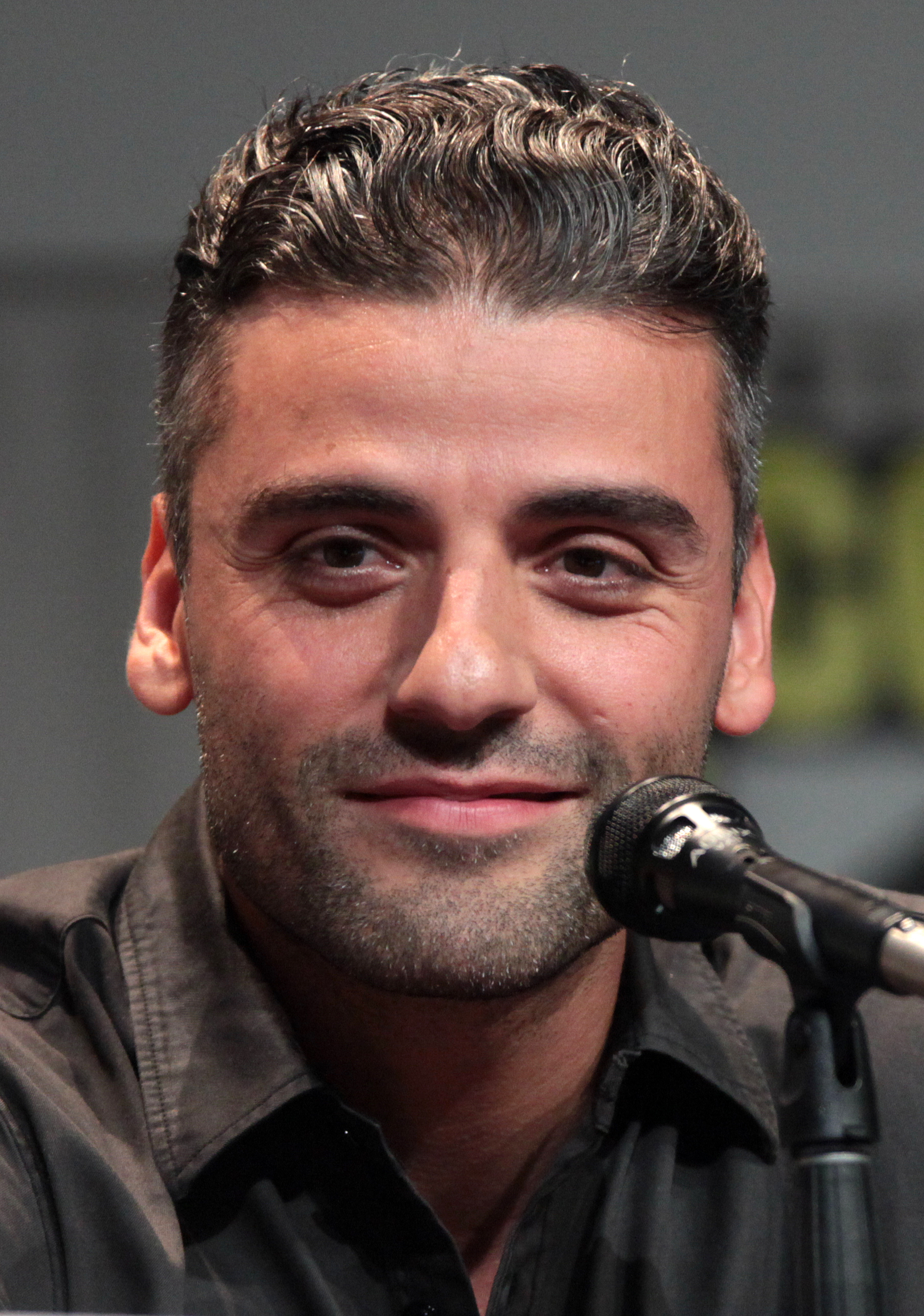
Oscar Isaac, interprete di Gomez Addams
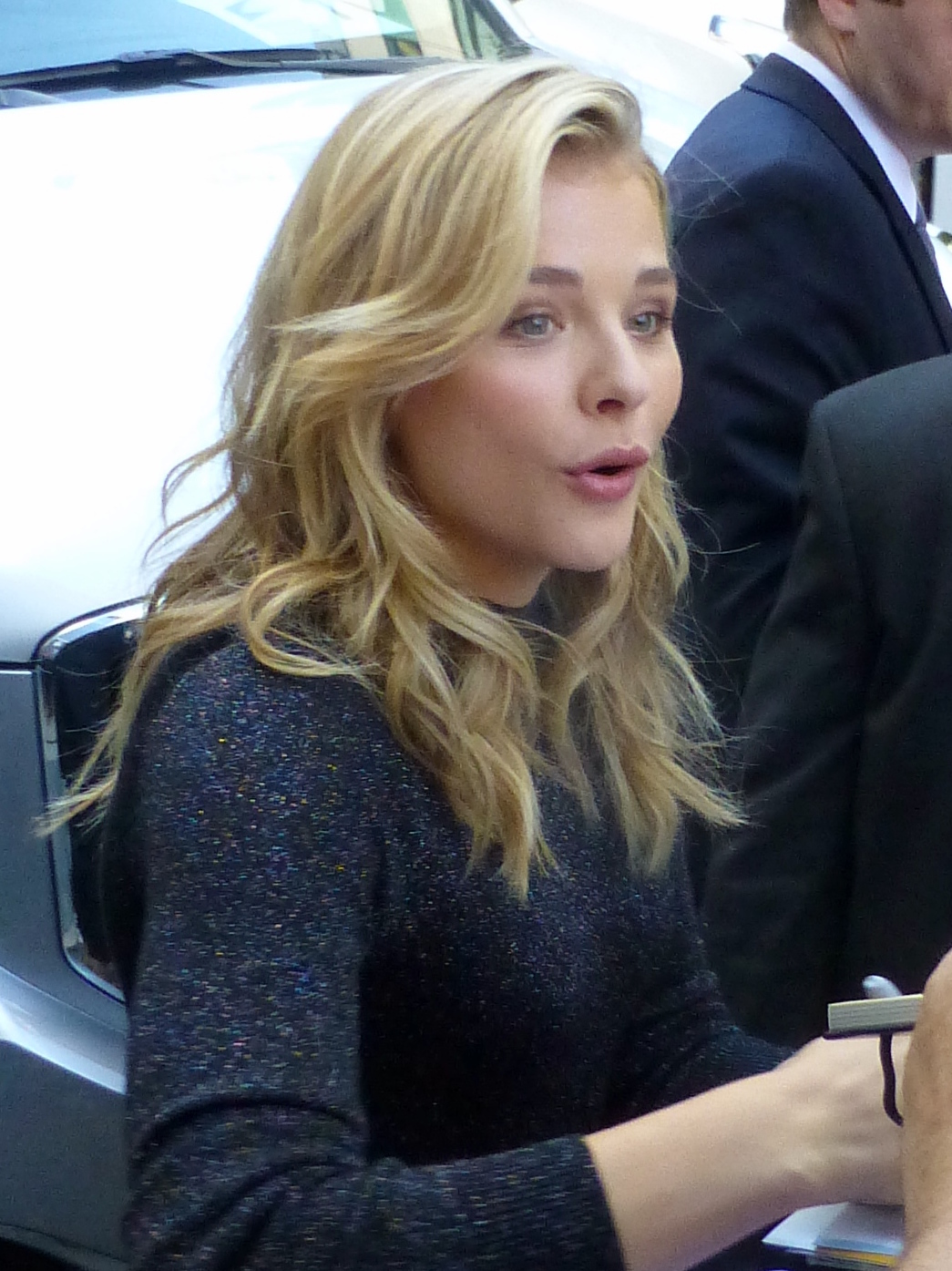
Chloë Grace Moretz, interprete di Mercoledì Addams
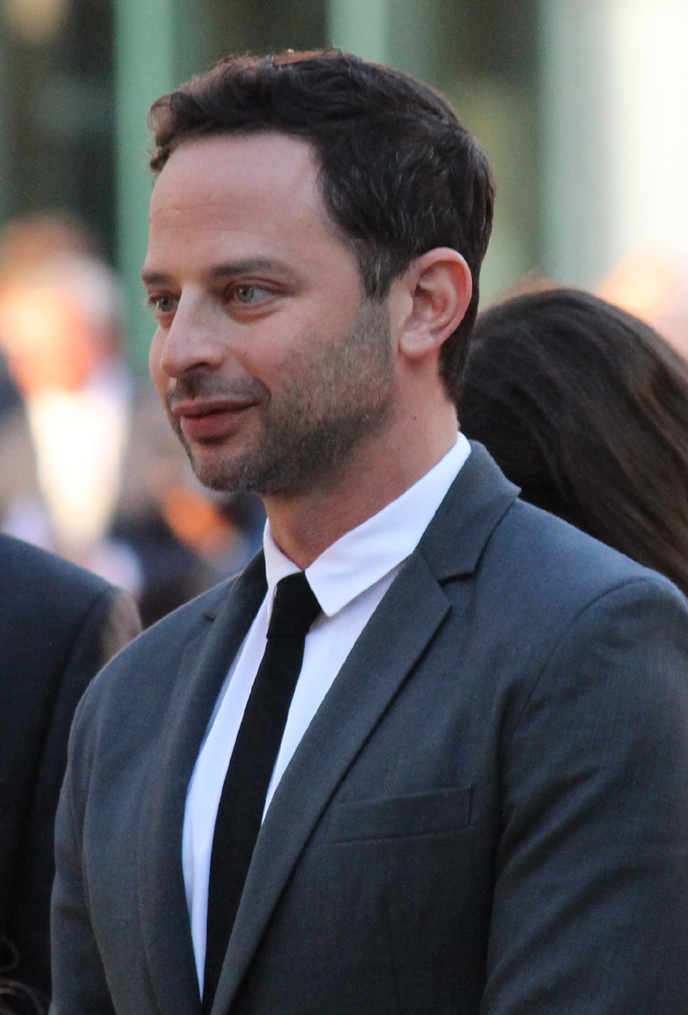
Nick Kroll, interprete di Zio Fester
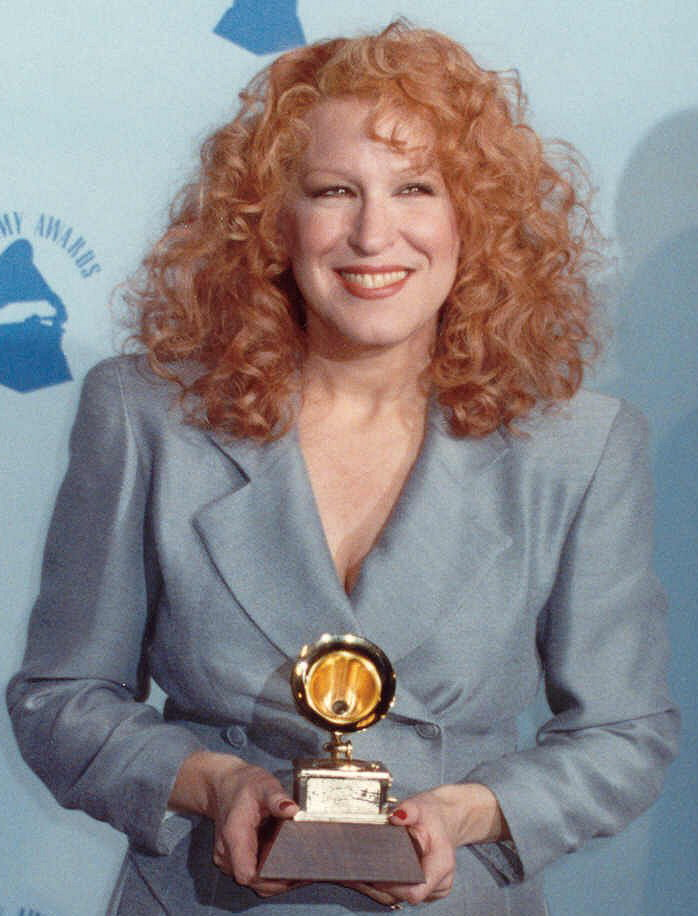
Bette Midler, interprete della Nonna
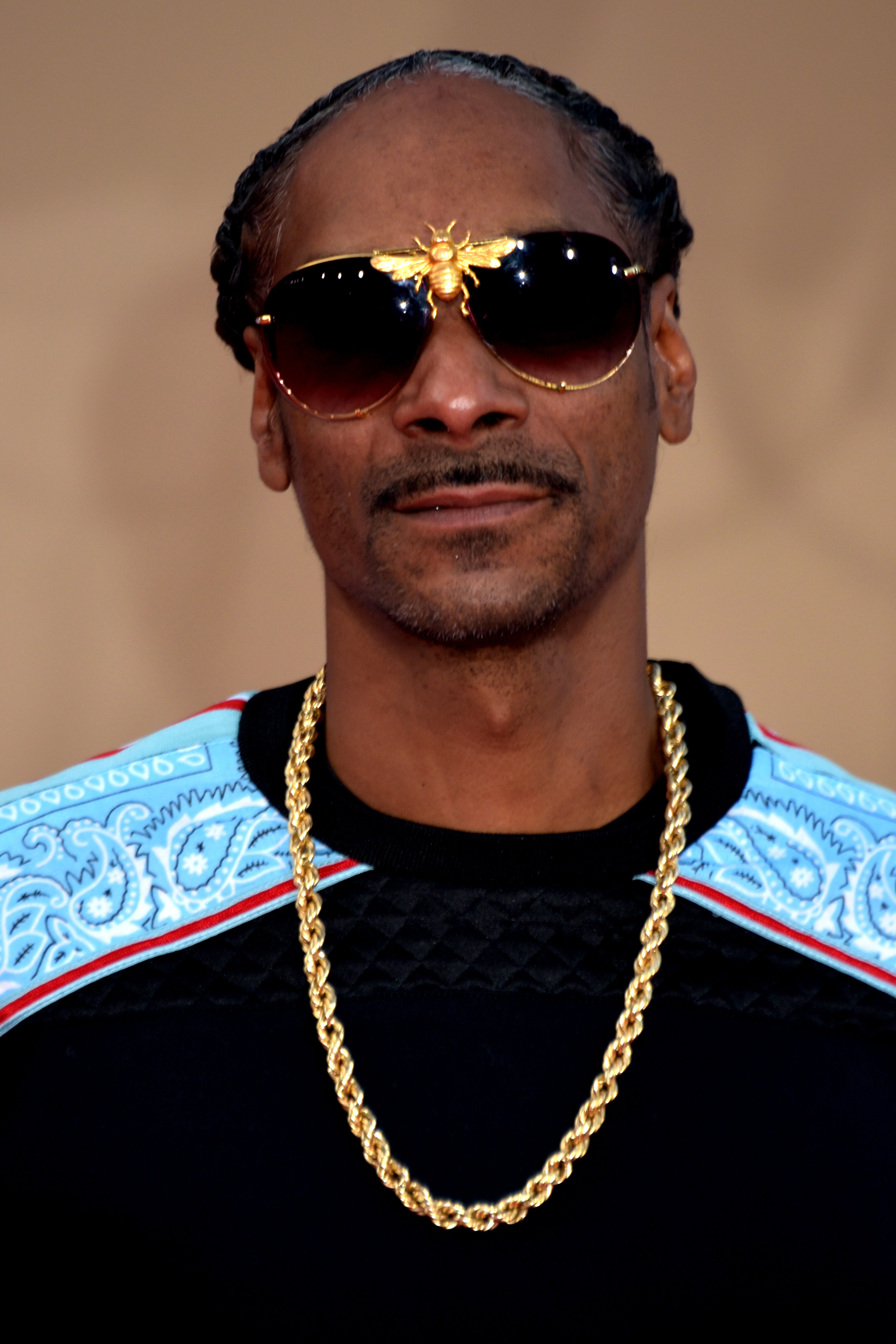
Snoop Dogg, interprete del Cugino Itt
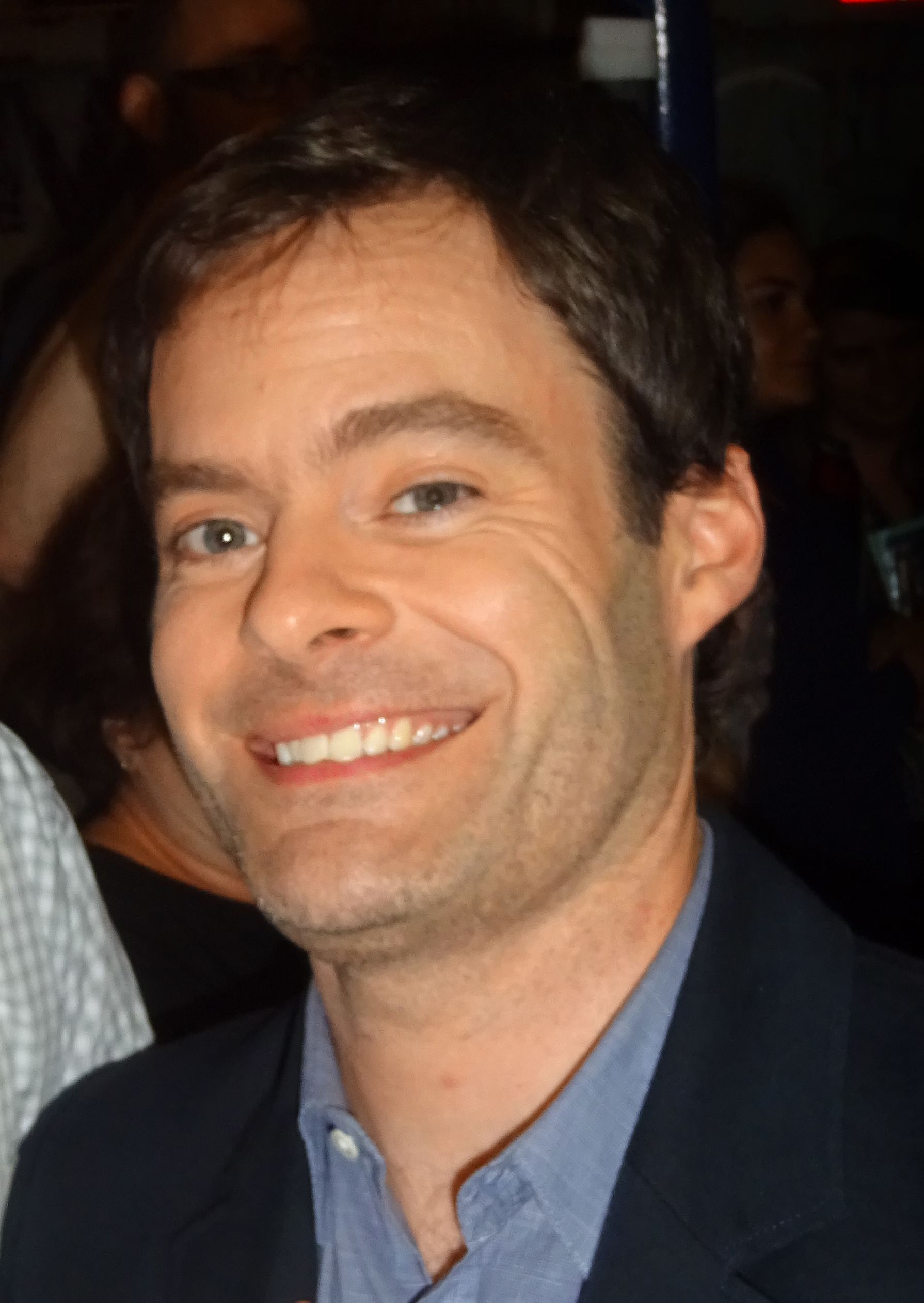
Bill Hader, interprete di Cyrus Strange
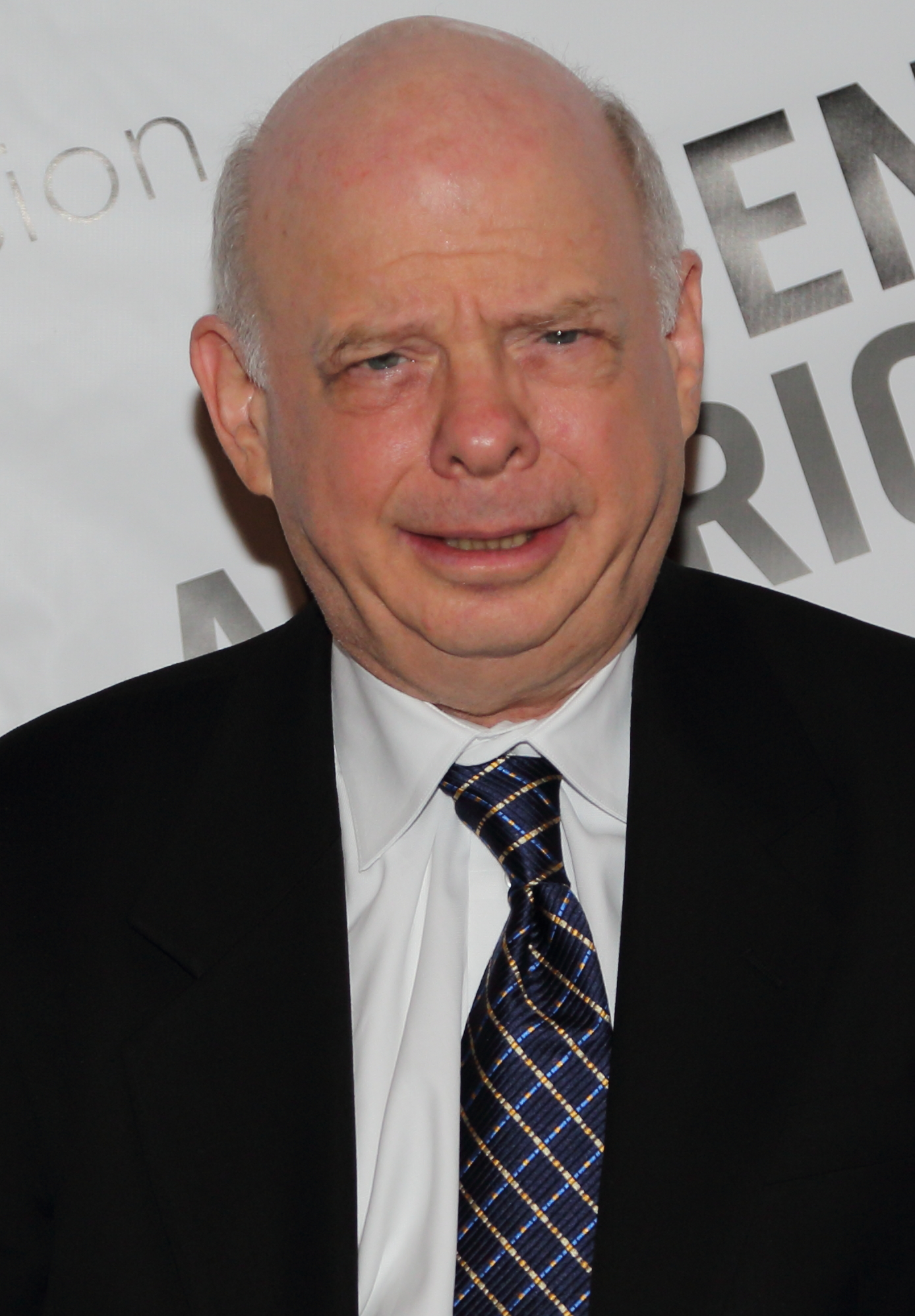
Wallace Shawn, interprete di Mr. Mustela
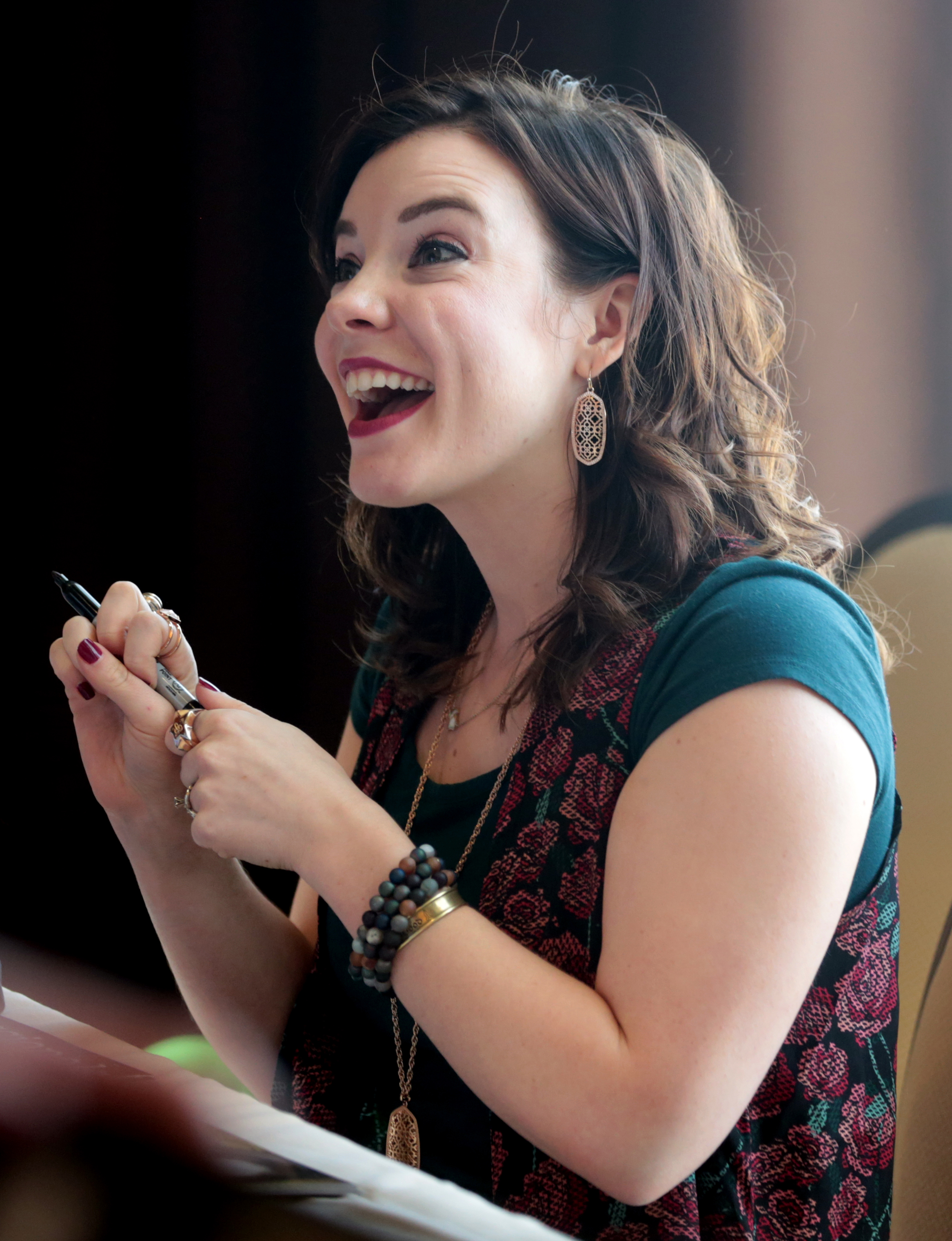
Cherami Leigh, interprete di Ophelia Strange

## Produzione
Il film viene annunciato nell'ottobre 2019, a seguito del buon successo ottenuto dal primo capitolo del 2019.
La produzione ha dato la possibilità ai fan di poter doppiare un personaggio del film attraverso il concorso The Addams Family Voice Challenge, avviato nell'ottobre 2020.

## Promozione
Il primo teaser trailer del film è stato diffuso il 9 ottobre 2020, mentre il trailer esteso viene diffuso il 7 luglio 2021. Il 29 luglio 2021 viene pubblicata anche la versione italiana del trailer.

## Distribuzione

### Data di uscita
Il film è stato distribuito nelle sale cinematografiche statunitensi, e in contemporanea in streaming per il noleggio, a partire dal 1º ottobre 2021 e in quelle italiane dal 28 ottobre dello stesso anno.
Originalmente il film era stato programmato per essere distribuito il 22 ottobre, quindi la data era stata successivamente anticipata all'8 ottobre. Il 21 gennaio 2021 la data di distribuzione è stata fatta slittare al 1º ottobre 2021, così da permettere al film No Time to Die, della saga di James Bond, di venire programmato nella data dell'8 ottobre. Nel giugno 2021 la United Artists ha annunciato che non avrebbe riprogrammato l'uscita de La famiglia Addams 2, sulla scia di Hotel Transylvania - Uno scambio mostruoso, spostato alla stessa settimana. Nell'agosto 2021 la data di distribuzione nei cinema e online è stata spostata allo stesso giorno negli Stati Uniti e in Canada a causa della pandemia di COVID-19 e l'aumentare dei casi della variante Delta.

### Edizione italiana
Il doppiaggio italiano è stato eseguito dalla Laser Digital Film sotto la direzione di Massimiliano Alto, con l'assistenza di Giulia Nofri e con i dialoghi italiani a cura di Cecilia Gonnelli. I doppiatori sono tutti i medesimi del film La famiglia Addams del 2019, unica eccezione lo Zio Fester, che non ha più la voce italiana di Raoul Bova bensì quella del doppiatore professionista Gabriele Sabatini.

## Accoglienza

### Critica
Sull'aggregatore Rotten Tomatoes il film riceve il 28% delle recensioni professionali positive con un voto medio di 4,6 su 10 basato su 112 critiche, mentre su Metacritic ottiene un punteggio di 37 su 100 basato su 23 critiche.

## Riconoscimenti
- 2022 - Annie Award
  - Candidatura per il miglior storyboarding[13]
- 2022 - Saturn Award
  - Candidatura per il miglior film d'animazione[14]